# Пограничник (Павлодарская область)
Пограничник (каз. Пограничник) — село в Павлодарской области Казахстана. Находится в подчинении городской администрации Аксу. Административный центр Пограничного сельского округа. Код КАТО — 551665100.

## Население
В 1999 году население села составляло 1170 человек (576 мужчин и 594 женщины). По данным переписи 2009 года, в селе проживали 994 человека (490 мужчин и 504 женщины).